# HK Nitra
HK Nitra – słowacki klub hokejowy z siedzibą w Nitrze.
Został założony w 1926 roku, zaś w słowackiej ekstraklasie występuje ponownie od 2003 roku.

## Nazwy
- AC Nitra (1926−1977)
- Plastika Nitra (1977−?)
- MHC Plastika Nitra (−1990)
- AC/HC Nitra (1990−1997)
- MHC Nitra (1997−2003)
- HKm Nita (2003−2005)
- HK Dynamax (Oil) Nitra (2005−2007)
- HK Ardo Nitra (2007−2009)
- HK K´CERO Nitra (2009−)

## Sukcesy
- Puchar Tatrzański: 1934
- Brązowy medal mistrzostw Słowacji: 2006, 2013, 2015, 2018
- Srebrny medal mistrzostw Słowacji: 2014, 2017, 2019, 2022
- Puchar Kontynentalny: 2023
- Mistrzostwo 1. ligi: 2003
- Złoty medal mistrzostw Słowacji: 2016
- Puchar Wyszehradzki: 2018
- Finał Pucharu Wyszehradzkiego: 2020